# Hylaeamys acritus
Hylaeamys acritus (Гілеаміс болівійський) — вид гризунів з родини Хом'якові (Cricetidae).

## Етимологія
грец. ὕλη — «дрова», грец. μῦς — «миша»; грец. ακριτος — «сумнівний» у зв'язку з тим, що вbl може бути легко сплутаний з видами H. megacephalus і Euryoryzomys nitidus.

## Опис виду
Має оливково-коричневе забарвлення на спині; щоки і боки бурштинові, верхня частина голови темна. Шерсть 9 мм у довжину в центрі тулуба. На грудях хутро між передніми ногами товсте і довжиною 3—4 мм. Черевне волосся сіре біля основи і біле на вершині.

## Проживання
Відомий лише з північно-східної Болівії; його типова місцевість знаходиться в межах національного парку Ноель Кемпф Меркадо. Гризун наземний і знаходиться у вологому низовинному напівлистопадному лісі і савані.

## Загрози та охорона
Основні загрози невідомі. Відомий принаймні в одному охоронюваному районі.